# Соња Дамјановић
Соња Дамјановић (Берн, 1974) српска је глумица.
Са дванаест година је почела да се бави плесом. Завршила је новосадску „Гимназију Светозар Марковић”, након чега је уписала Академију уметности у Новом Саду у класи професора Боре Драшковића. Играла у многим позориштима у Србији (Српско народно позориште, Народно позориште у Сомбору, Крушевачко позориште, Позориште младих...) Од јануара 2018. стално је запослена у Драми СНП-а. Тренутно обавља функцију вршњиоца дужности директора тог уметничног сектора.
Играла је главну женску улогу у филму Т.Т. Синдром и остварила улоге у више телевизијских серија.

## Улоге

### Позоришне представе
| Наслов                        | Улога                               | Редитељ             | Позориште                              | Премијера          |
| ----------------------------- | ----------------------------------- | ------------------- | -------------------------------------- | ------------------ |
| Путујуће позориште Шопаловић  |                                     | Егон Савин          | Српско народно позориште               | 14. октобар 1995.  |
| Виловњак од западних страна   | Нели                                | Милан Караџић       | Народно позориште у Сомбору            | 18. март 1996.     |
| Декамерон — дан раније        | Нејфила                             | Јагош Марковић      | Народно позориште у Сомбору            | 17. јул 1996.      |
| Хасанагиница                  | Хасанагиница                        | Љубослав Мајера     | Крушевачко позориште                   | 14. мај 1997.      |
| Осамдесетдевета               | Авдика                              | Ненад Гвозденовић   | Позориште младих                       | 11. април 2002.    |
| Дантонова смрт                | Јулија                              | Даријан Михајловић  |                                        | 2002.              |
| Лептирица                     | Психијатар                          | Иван Церовић        | Савез драмских уметника Војводине      | 1. новембар 2002.  |
| Hamlet All Stars              | Офелија                             | Драгољуб Секуловић  | Позориште младих                       | 12. јун 2003.      |
| Сан летње ноћи                | Хиполита                            | Кокан Младеновић    | Српско народно позориште               | 10. децембар 2003. |
| Ромео и Јулија                | Госпођа Капулет (од сезоне 2006/07) | Предраг Штрбац      | Српско народно позориште               | 6. децембар 2005.  |
| Урнебесна трагедија           | Јулка (од сезоне 2017/18)           | Маја Гргић          | Српско народно позориште               | 6. октобар 2011.   |
| Пресрећни људи                |                                     | Предраг Штрбац      | Српско народно позориште               | 3. фебруар 2012.   |
| Салома_Reloaded               | Салома                              | Предраг Штрбац      | Народно позориште у Сомбору            | 27. октобар 2012.  |
| Аутобиографија                |                                     | Предраг Штрбац      | Српско народно позориште               | 10. октобар 2014.  |
| Дан када смо се срели         | Есе                                 | Предраг Штрбац      | Српско народно позориште               | 29. јануар 2015.   |
| Heimatbuch (Књига о завичају) | Катарина Маркс                      | Горчин Стојановић   | Народно позориште у Сомбору            | 16. октобар 2015.  |
| Развојни пут Боре Шнајдера    | Розика (од сезоне 2016/17)          | Предраг Штрбац      | Српско народно позориште               | 17. мај 2016.      |
| Хепи енд (пројекат Егзодус)   |                                     | Предраг Штрбац      | Српско народно позориште               | 1. октобрa 2018.   |
| Смрдљива бајка                |                                     | Мирослав Момчиловић | Српско народно позориште               | 21. децембар 2018. |
| Деобе                         | Вида                                | Jуг Радивојевић     | Српско народно позориште               | 16. март 2021.     |
| Хасанагиница                  | Мајка Пинторовића                   | Душан Тузланчић     | Градско позориште „Семберија” Бијељина | 20. октобар 2022.  |

### Филмографија
|                   | 1990▼ | 2000▼ | 2010▼ | 2020▼ | Укупно |
| ----------------- | ----- | ----- | ----- | ----- | ------ |
| Дугометражни филм | 1     | 2     | 2     | 0     | 5      |
| ТВ филм           | 0     | 0     | 0     | 0     | 0      |
| ТВ серија         | 0     | 3     | 6     | 4     | 13     |
| Кратки филм       | 0     | 1     | 1     | 0     | 2      |
| Укупно            | 1     | 6     | 9     | 4     | 20     |

| Год.       | Назив                                  | Улога             |
| ---------- | -------------------------------------- | ----------------- |
| 1990-е▲    |                                        |                   |
| 1998.      | Црна мачка бели мачор                  | Болничарка        |
| 2000-е▲    |                                        |                   |
| 2002.      | Т.Т. Синдром                           | Теодора           |
| 2002.      | Лисице (серија)                        | Срђанова жена     |
| 2005.      | Ми нисмо анђели 2                      | Деана             |
| 2005.      | Кошаркаши (серија)                     |                   |
| 2006.      | Махнити (кратки филм)                  |                   |
| 2007—2011. | Наша мала клиника (серија)             | Сестра Мира       |
| 2010-е▲    |                                        |                   |
| 2010.      | Сва та равница (серија)                | Голуба            |
| 2010.      | Мртав човек не штуца (кратки филм)     | Ђурђица           |
| 2011.      | Парада                                 | Бобана            |
| 2012—2014. | Војна академија (серија)               | Др Јасна Готовуша |
| 2012—2013. | Јагодићи (серија)                      | Голуба            |
| 2014.      | Топли зец                              |                   |
| 2014.      | Јагодићи: Опроштајни валцер (серија)   | Голуба            |
| 2016.      | Вере и завере (серија)                 | Бранка            |
| 2017—2019. | Мамини синови (серија)                 | Вишња             |
| 2020-е▲    |                                        |                   |
| 2021—2023. | Бележница професора Мишковића (серија) | Исидора           |
| 2022.      | Клан (серија)                          | Теткица           |
| 2023.      | Убице мог оца (серија)                 | Магдалена         |
| 2023.      | Крунска 11 (серија)                    | Емилија           |

## Награде и признања
| Година             | Остварење          | Награда |
| ------------------ | ------------------ | --- |
| 1998.              | Хасанагиница       | Стеријина награда за глумачко остварење на 43. Стеријином позорју за улогу у истоименој представи Крушевачког позоришта |
| 1998.              | Хасанагиница       | Награда „Зоранов брк“ на Данима Зорана Радмиловића у Зајечару                                                           |
| 1999.              | Хасанагиница       | Награда „Бора Станковић“, Борини позоришни дани, Врање                                                                  |
| 2002.              | Т.Т. Синдром       | Златна мимоза за најбољу глумицу, Филмски фестивал у Херцег Новом                                                       |
| 2002.              | Т.Т. Синдром       | Повеља за изузетну женску улогу, 37. Филмски сусрети у Нишу                                                             |
| 2002.              | Т.Т. Синдром       | Награда „Златна арена“ за најбољу глумицу на Филмском фестивалу у Новом Саду                                            |
| [ тражи се извор ] | [ тражи се извор ] | Почасна повеља за улоге у серијама Јагодићи, Војна академија, Сва та равница, Вере и завере, Лисице и Наша мала клиника |
| [ тражи се извор ] | [ тражи се извор ] | Награда филмских критичара и новинара за најбољу филмску улогу, Филмски фестивал, Херцег Нови                           |

## Галерија
- Фотографије Српског народног позоришта
- Пресрећни људи написао и режирао Предраг Штрбац; Драма СНП-а, Нови Сад, 2011/12; Милован Филиповић, Соња Дамјановић, Лидија Стевановић, Сања Микитишин, Небојша Савић
- Салома_Reloaded, Драма СНП-а, Нови Сад, 2012/13; Соња Дамјановић, Милан Ковачевић
- Дан када смо се срели, Балет СНП-а, 2014/15; Соња Дамјановић, Милан Лазић